# Heinz Hilgers
Heinz Hilgers (né le 24 juin 1948 à Dormagen) est un homme politique allemand (SPD). De 1985 à 1994, il est membre du Landtag de Rhénanie-du-Nord-Westphalie et de 1989 à 1999 et de 2004 à 2009 maire de Dormagen. Depuis 1993, il est président de l'Association allemande de protection de l'enfance.

## Biographie
Heinz Hilgers est diplômé en administration (FH). Jusqu'en 1985, il dirige le bureau de la protection de la jeunesse à Frechen. Il commence à devenir membre du conseil municipal de Dormagen en 1975. Jusqu'en 1989, il prend la présidence du groupe parlementaire SPD au conseil municipal. De 1989 à 1994, Heinz Hilgers est maire honoraire de la ville, puis maire à temps plein jusqu'en 1999. De 1985 à 1994, il est également membre du Landtag de Rhénanie-du-Nord-Westphalie. De 2004 à 2009, il est de nouveau maire à temps plein de Dormagen.
Le 17 octobre 2009, il est nommé citoyen d'honneur de la ville de Dormagen. Heinz Hilgers est le troisième citoyen d'honneur de la ville de Dormagen après Paul Wierich et Gustav Geldmacher.
Heinz Hilgers est marié et père de trois fils. Il vit avec sa famille à Dormagen.